# ライトガスガン

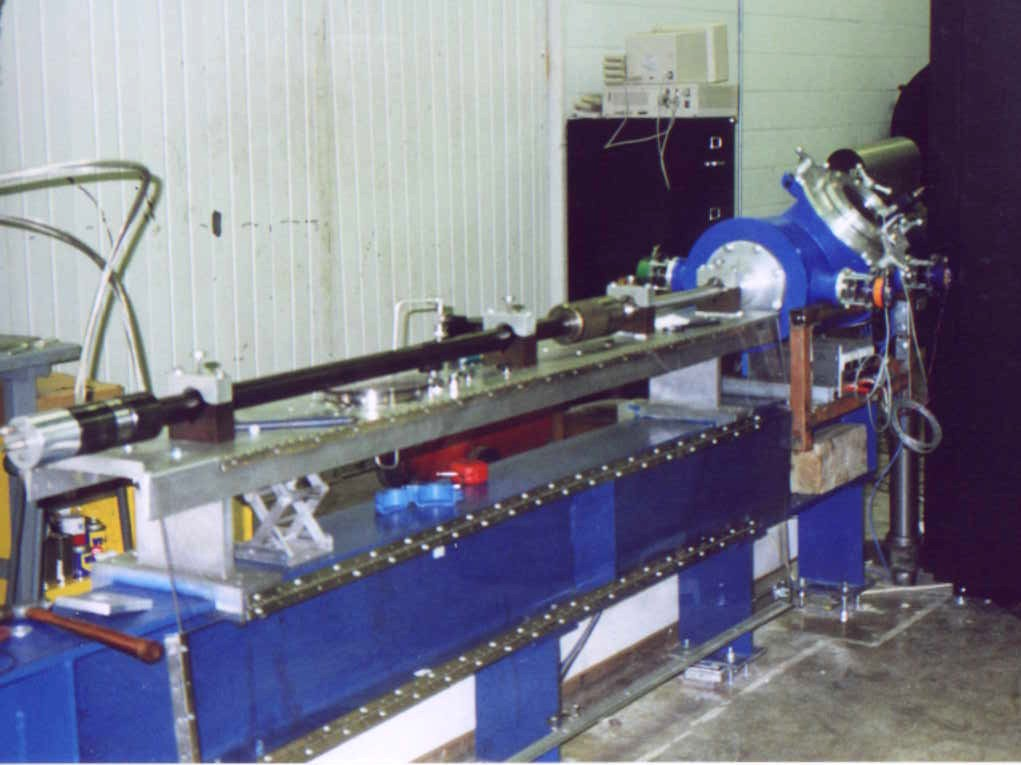
フェルミガンマ線宇宙望遠鏡のシールド開発のためにライス大学で使用されたライトガスガン、初速7km/sを出せる

ライトガスガン (light-gas gun) とは、物理実験で用いる非常に高速な飛翔体を生成するための装置であり、現在研究中の新型火砲でもある。通常はスペースデブリや隕石などが衝突したクレーターの形成などの高速衝撃実験に用いられるほか、マスドライバーへの適用が検討されている。ライトガスとは水素やヘリウムなどの軽ガスのことである。

## 作動原理

1.ボルト
2.チャンバー
3.プロペラント・チャージ (ガンパウダー)
4.ピストン
5.ポンプ・チューブ
6.軽ガス (ヘリウムまたは水素)
7.ラプチャー・ディスク(破裂板）
8.高圧カップリング
9.弾丸
10.銃身

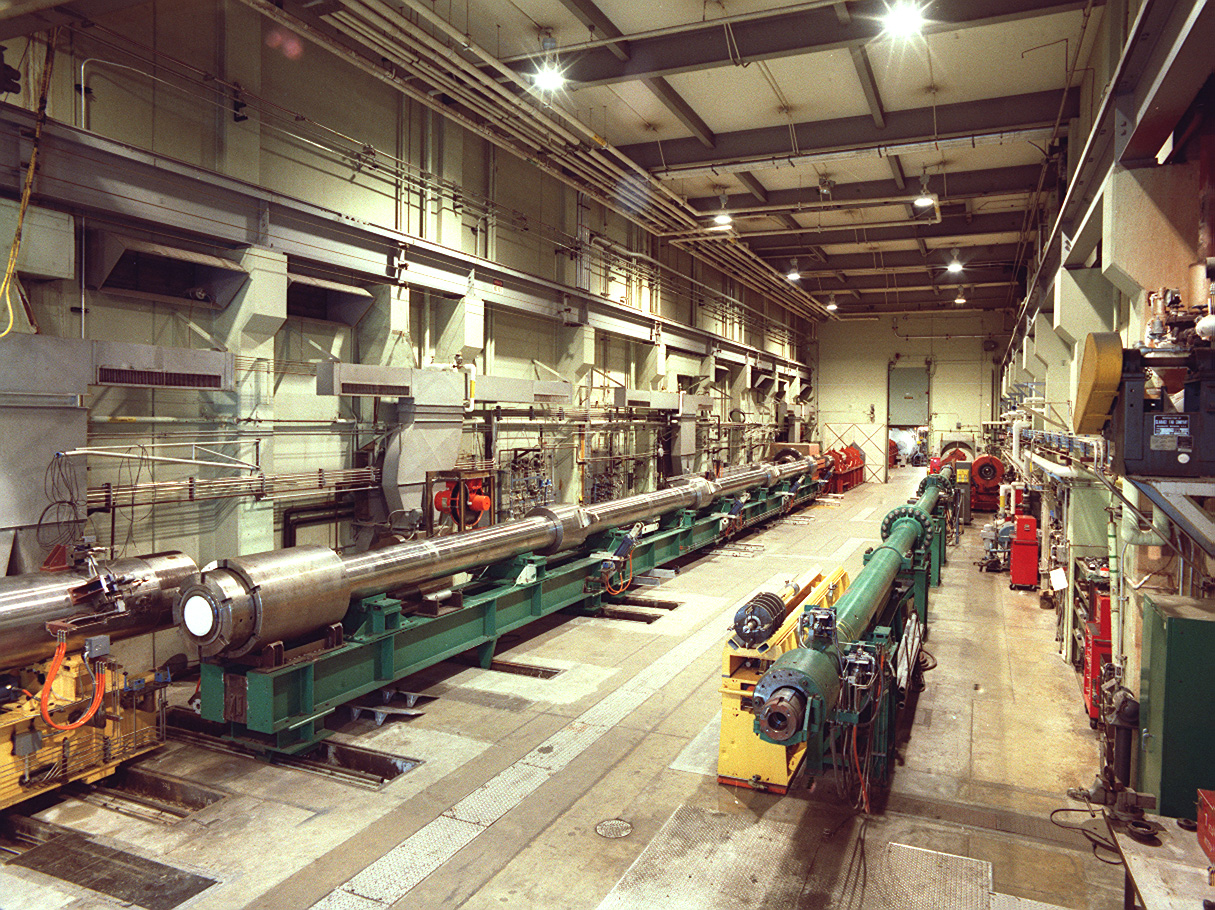
アーノルド空軍基地にある研究用のライトガスガン

ライトガスガンはスプリングピストンを使ったエアソフトガンと同じ原理で動作する。大径ピストンが加速される弾丸を含む小径銃身を介して気体の作動流体を強制的に圧縮して弾丸を加速させる。直径が減少することでエネルギーを圧縮しながら速度を上げるように機能している。普通のエアガンでは大きなピストンはスプリングまたは圧縮空気によってエネルギーが供給され、作動流体は大気である。ライトガスガンでは、ピストンは火薬で作動し、作動流体はヘリウムや水素などの軽いガスである。水素ガスが最高の性能を発揮するが、安全性の問題からヘリウムガスが用いられる。
中にはピストンを用いずガスを加圧するものもある。
通常の火砲では、砲弾は前後の圧力差（砲身内部と大気の圧力差）によって加速される。圧力波は媒質中の音速よりも速く伝播することができないため、砲弾を加速させることができる速度は、火薬の燃焼ガス中の音速が上限になる。媒質中の音速を上げるための方法の一つとして、気体中の音速が、気体の平均分子量の平方根に反比例して大きくなるのを利用するというものがある。そこで、分子量の小さいガスを砲弾を加速させるための作動流体に使ったのがライトガスガンである。ヘリウムガスは大気の3倍、水素ガスは3.8倍の音速を持つ。ガンパウダーの燃焼ガスの平均分子量は22前後なので、同じ温度条件ではヘリウムガスは3.324、三倍の速度を達成できる計算になる。実際にはヘリウムガスは比熱容量や熱伝導率などの点でも優れているため、火薬の燃焼ガスよりも大きなエネルギーを伝播させることができ、理論上の上限は7.8倍になる。
レールガンなどの電磁砲は、理論上は投入エネルギーを大きくしていけば亜光速まで加速できる。しかしライトガスガンの場合は物理的に水素ガスより分子量の小さい物質が存在しないため、水素ガスを使用した場合の理論上の上限値が11km/sとなる。このためマスドライバーとして使用するためにはライトガスガン単体での宇宙速度の達成は困難であり、ロケットなどと組み合わせる必要がある。

## 応用
現用のレールガンのような投射方式と並ぶ、一般の火器を大きく超えた高初速を得られることから、前述の高速飛翔体が起こす物理現象の実験に用いられるほか、応用案も出ている。

### 兵器

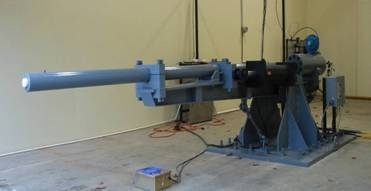
Utron Inc.’s 45mm ガン

UTRON社が軍用として口径45mmおよび155mmの燃焼軽ガス銃（en:Combustion light gas gun)の研究を行っている。

### マスドライバー
マスドライバーへの応用案について、米ローレンス・リバモア国立研究所のジョン・ハンターらが提唱したところによれば、まず赤道付近の海に面した山の斜面に、約1.2kmの砲身となる施設を建設する。
この施設は直径6mでピストン構造を持つ第一段階（長さ515m）と、実際に宇宙に打ち上げる砲弾を装填する直径1mの第二段階（長さ700m）からなり、メタン-空気の混合気の燃焼・爆発で第一段内にあるピストンをピストン運動させて水素ガスを圧縮、この水素ガス内に発生した衝撃波を第二段階に装填されたコンテナ（宇宙へ打ち上げられる全長約5.4mのロケット弾だが、弾頭の代わりに物資輸送用の貨物スペースが設けられている）にぶつけて発射する。
この方法では、コンテナは最大3,700Gで加速され、秒速5.8kmに到達、更にロケットブースターを点火して大気圏外の低軌道に到達する。宇宙空間に設けられた施設ではこのコンテナを捕らえるための網（枠に取り付けられたワイヤーのネットが想定されている。「マスキャッチャー」とも）が用意されており、ここに溜まったコンテナを回収、中に収められた宇宙ステーション等で消費される物品を取り出すというシステムになっている。なお同アイデアでは、ロケットにて1kg辺り数千米ドル（スペースシャトルでは最低でもキログラム辺り8,800米ドル）という物資輸送コストが300米ドル程度に抑えられると見ており、軌道エレベータ建設までの過渡期的に利用されるものとみられている。